# Густавссон, Даниэль
Даниэ́ль Гу́ставссон (швед. Daniel Gustavsson; 29 августа 1990, Кунгсёр) — шведский футболист, крайний полузащитник клуба «Эльфсборг».

## Карьера

### Клубная
Воспитанник школы «Рюне». Затем перешёл в главную команду родного города, который выступал во Втором дивизионе Швеции. Там в 2006 году и состоялся его дебют на взрослом уровне. В начале 2008 года перешёл в «Вестерос», выступавший дивизионом выше. Дебют за новый клуб состоялся 20 апреля в игре первого тура с «Сюльвией». На 63-й минуте встречи он вышел на поле вместо Бориса Евара. А уже через месяц в рамках 6-го тура с клубом «Сюрианска Бутчурка» он открыл счёт своим мячам, на 66-й минуте забив гол и тем самым довершив разгром соперника. В июне игра молодого футболиста привлекла внимание многих клубов из Аллсвенскана, однако наиболее явный и предметный интерес был со стороны АИКа. Руководство клуба не хотело отпускать полузащитника, однако решило не идти против предложения столичной команды и желания самого футболиста перейти в большой клуб.
В 2009 году Даниэль играл в основном за фарм-клуб — «Весбю Юнайтед». За АИК он сыграл всего одну игру, проведя на поле 4 минуты. 29 августа в матче 21 тура с «Треллеборгом» он заменил уже в добавленное время угандийского полузащитника Мартина Кайонго-Мутумбу. А счёт голам за новый клуб Густавссон открыл через без малого 3 года после своего дебюта. В мае 2012 года два его гола поспособствовали разгрому «Норрчёпинга». В 2010 году дебютировал в еврокубках. В домашней игре второго квалификационного раунда Лиги чемпионов с люксембургским «Женессом» он вышел за пять минут до конца встрече вместо Дули Джонсона.

### В сборных
Выступал за юношескую и молодёжную сборные Швеции, за каждую из которых провел по 3 матча.

## Достижения
АИК
- Чемпион Швеции: 2009
- Серебряный призёр чемпионата Швеции: 2011
- Обладатель Кубка Швеции: 2009
- Обладатель Суперкубка Швеции: 2010

 Весбю Юнайтед
- Второе место в Первом дивизионе: 2011